# Eduardo Madina
Eduardo Madina Muñoz (Bilbao, Vizcaya, 11 de enero de 1976) es un político español del PSOE. Entre abril de 2009 y septiembre de 2014 fue secretario general del Grupo Parlamentario Socialista en el Congreso de los Diputados.

## Biografía
Proviene de una familia de históricos militantes socialistas del País Vasco; su abuelo era minero. A los 17 años se afilió a las Juventudes Socialistas de Euskadi, rama juvenil del PSE-EE, y poco después se licenció en Historia Contemporánea en la Universidad de Deusto. Tiene un máster en Integración Europea por la Universidad del País Vasco, especializado en Relaciones Internacionales. Ha trabajado como técnico en el Parlamento Europeo y ha impartido clases en diferentes universidades españolas sobre relaciones internacionales y construcción europea, siendo profesor asociado de Historia Contemporánea en la Universidad Carlos III de Madrid. Fue director y presentador de un programa de contenidos musicales en Radio 3 llamado El archiduc.
En el año 2012 fue elegido entre los jóvenes más destacados del mundo por el Foro Económico Mundial dentro del programa de Jóvenes Líderes Globales.

### Atentado terrorista
Eduardo Madina sufrió un atentado el 19 de febrero de 2002. Una bomba lapa colocada en los bajos de su coche por un comando de la banda terrorista ETA integrado por Iker Olabarrieta y Asier Arzalluz, le causó graves lesiones, entre ellas la amputación de la pierna izquierda a la altura de la rodilla, cuando se dirigía, sin escolta, desde su domicilio a su puesto de trabajo en Sestao. A causa de las lesiones sufridas tuvo que abandonar el equipo de voleibol, el UPV Bizkaia, en el que jugaba profesionalmente.
Dos años más tarde recibió la Medalla al Mérito Constitucional junto a otras víctimas del terrorismo.
El juicio en la Audiencia Nacional contra los acusados del atentado comenzó el 12 de noviembre de 2006. El 4 de diciembre se conoció la sentencia, por la que los etarras Iker Olabarrieta y Asier Arzalluz fueron condenados a 20 años de cárcel. El primero como autor material del intento de asesinato, miembro del comando Urbasa, y el segundo como inductor, a cuenta de la dirección etarra.

### Diputado
Fue diputado en el Congreso desde 2004, cuando fue elegido diputado por Vizcaya hasta 2017. Fue secretario de Política Institucional de las Juventudes Socialistas de Euskadi y posteriormente su secretario general entre 2002 y 2005. También fue miembro de la ejecutiva, secretario de Estudios Políticos del PSE-EE y miembro de la Comisión Ejecutiva Federal del PSOE desde julio de 2008 hasta 2014. Participó en el documental de Julio Médem La pelota vasca, la piel contra la piedra y se ha manifestado a favor de negociar con ETA para el fin de la violencia. En las elecciones de 2008 encabezó la lista de su partido por Vizcaya, la cual resultó triunfadora en dicha circunscripción. En abril de 2009 fue nombrado secretario general del Grupo Parlamentario Socialista en sustitución de Ramón Jáuregui, que había sido elegido número dos en la lista del PSOE a las elecciones europeas de ese año.
Tras la derrota en las elecciones europeas de 2014, el secretario general del PSOE, Alfredo Pérez Rubalcaba dimitió y convocó un Congreso Extraordinario para elegir al nuevo líder del partido. Madina, que fue uno de los militantes que pidió unas elecciones con el voto directo de los militantes, anunció su candidatura a la secretaría general el 14 de junio, enfrentándose al diputado Pedro Sánchez y al líder de la corriente Izquierda Socialista José Antonio Pérez Tapias. Finalmente, el 13 de julio se celebraron esos comicios internos, en los que consiguió el 36 % de los votos, frente al 48 % de Pedro Sánchez.
El 26 y 27 de julio se celebró el Congreso Extraordinario del PSOE de 2014 en el que Pedro Sánchez fue proclamado nuevo líder. En las negociaciones previas para conformar la Ejecutiva, Madina rechazó formar parte de ella.
En octubre de 2016 fue uno de los diputados que defendió de manera más clara la  abstención para  evitar unas terceras elecciones, postura que acabó triunfando y provocando la dimisión de Pedro Sánchez. En el mes de julio de 2017 anunció su renuncia al escaño en el Congreso de los Diputados y meses más tarde su incorporación, en el sector privado.

### Sector privado
Tras dejar su escaño se incorpora como director de la unidad de análisis y estudios de la consultora de origen sueco KREAB en su división en España. También forma parte de la mesa de análisis del programa Hoy por hoy de la Cadena SER.
Tras su salida de KREAB, en abril de 2021 se incorpora a la consultora HARMON como socio y director de estrategia de la compañía. En marzo del año 2023 EY anunció su fichaje como senior advisor de la firma, actividad que desempeña de manera complementaria a su trabajo como socio de la consultora HARMON.

## Cargos desempeñados
- Secretario general de las Juventudes Socialistas del País Vasco (2002-2004).
- Diputado por Vizcaya en el Congreso de los Diputados (2004-2016).
- Secretario general del Grupo Socialista en el Congreso de los Diputados (2009-2014).